# Cavabianca

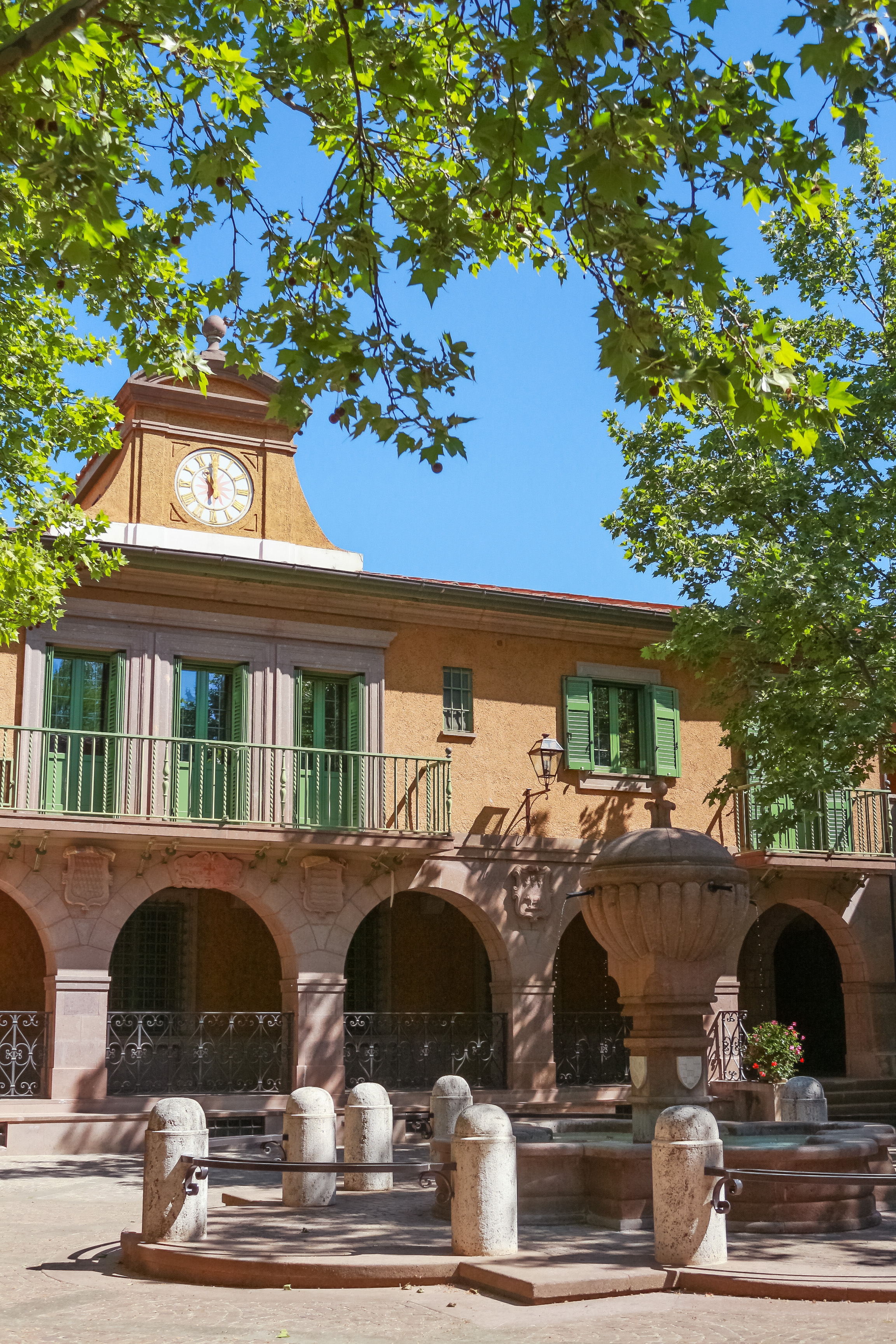
Cavabianca - Kolegium Rzymskie św. Krzyża (fragment patio)

Cavabianca (Kolegium Rzymskie Św. Krzyża) to międzynarodowy ośrodek formacyjny Opus Dei, znajdujący się pod Rzymem (Via Di Grottarossa 1375, 00189 Roma). Dla przyszłych kapłanów Prałatury pełni on rolę seminarium duchownego. 

## Historia
Do 1967 r. Kolegium Rzymskie mieściło się w Villa Tevere. Decyzja o budowie nowego obiektu zapadła w listopadzie 1967 roku. Wykonanie projektów architektonicznych zajęło 2 lata. Prace rozpoczęły się w 1970 r. Budowa trwała kilka lat.
Cavabianca posiada mały kościół, pw. Matki Bożej Anielskiej. W 1987 modlił się w nim kard. Joseph Ratzinger.

## Położenie
Cavabianca znajduje się u szczytu zbocza nad doliną Tybru. U jego stóp biegła vía Flaminia. Nazwa “Cavabianca” (wł. Biały Kamieniołom) nawiązuje do pobliskiego kamieniołomu. 

## Św. Josemaria
Tak mówił o Cavabianca Św. Josemaria w Barcelonie w 1972 r.: "W Rzymie, bardzo bliziutko Villa Tevere kupiliśmy kilka hektarów i budujemy tam dom dla ponad trzystu ptaszków. Przyjeżdżają do mnie biskupi z całego świata i mi mówią: Ależ ksiądz jest szalony. A ja im odpowiadam: Jestem jak najbardziej przy zdrowych zmysłach. Kiedy są ptaszki, a nie ma klatki, to czego potrzeba, to właśnie klatka. Muszę tam formować – trzymając ich tam przez rok, dwa, trzy, jak najdłużej — moich synów intelektualistów ze wszystkich krajów". 